# 旭ダイヤモンド工業
旭ダイヤモンド工業株式会社（あさひダイヤモンドこうぎょう）は、東京都千代田区に本社を置く、ダイヤモンド工具の総合メーカー。東証プライム上場。

## 概要
電子・半導体、輸送機器、機械、石材・建設など幅広い分野で使われているダイヤモンド工具や、宝飾品の製造を行っている。

## 沿革
- 1937年（昭和12年）10月 - 旭ダイヤモンド工業株式会社を設立[1]。
- 1945年（昭和20年）12月 - 旭工芸株式会社に商号変更[1]。
- 1952年（昭和27年）5月 - 旭ダイヤモンド工業株式会社に商号変更[1]。
- 1959年（昭和34年）7月 - 旭電線株式会社を吸収合併[1]。
- 1963年（昭和38年）3月 - 旭ダイヤモンド商事株式会社を吸収合併[1]。
- 1966年（昭和41年）4月 - 旭トレイディング株式会社を吸収合併[1]。
- 1972年（昭和47年）10月 - 東京証券取引所市場第二部に株式を上場[1]。
- 1978年（昭和53年）9月 - 東京証券取引所市場第一部に指定替え[1]。
- 2013年（平成25年）7月 - 株式会社是村（現：是村旭ダイヤモンド工業株式会社）の全株式を取得し、子会社化[1]。

## 拠点
- 玉川工場・技術開発センター - 神奈川県川崎市高津区久地3-4-35
- 三重工場 - 三重県伊賀市ゆめが丘7-8-1
- 千葉工場 - 千葉県袖ケ浦市椎の森385-42 袖ケ浦椎の森工業団地
- 千葉第二工場 - 千葉県長生郡長南町美原台1-35 長南工業団地